# Wohnhaus Marktstraße 1
Das Wohnhaus Marktstraße 1 in der niedersächsischen Samtgemeinde Land Hadeln, Gemeinde Otterndorf im Landkreis Cuxhaven, stammt aus dem 17. und 18. Jahrhundert. Aktuell (2024) wird es als Wohn- und Geschäftshaus (Bäckerei) genutzt.
Das Gebäude steht unter Denkmalschutz (siehe auch Liste der Baudenkmale in Otterndorf).

## Geschichte und Beschreibung
Otterndorf war der Hauptort des Landes Hadeln. 1400 erhielt es von Herzog Erich von Sachsen-Lauenburg das Stadtrecht. Das nach der Wurtsiedlung zweite historische Zentrum – die Marktsiedlung – entstand im dritten Viertel des 16. Jahrhunderts. Zur Stadterweiterung nach Osten diente früh die Markstraße mit relativ gleichmäßig großen Parzellen. Der ehemalige Marktplatz wird heute von der Reichen- und Marktstraße durchschnitten. Die Platzkreuzung besteht aus Rathaus Otterndorf im Nordwesten, Marktstraße 1 im Nordosten, Kranichhaus und Marktstraße 2 im Süden sowie Reichenstraße 2 im Westen, mit Häusern zumeist aus dem 16. und 17. Jahrhundert. Ab 1582 wurde hier Markt gehalten. Zur denkmalgeschützten Häusergruppe gehören Rathaus (1583), Kranichhaus (1696/1735/1764), Kauhaus (1754) und neun weitere zumeist giebelständige Wohnhäuser (17. bis 19. Jh.) .
Das zweigeschossige zur Marktstraße giebelständige Gebäude in Fachwerk mit Steinausfachungen in geschossweiser Konstruktion mit Unterrähm und zweifacher Vorkragung des Nordgiebels auf Knaggen, mit ziegelgedecktem Satteldach und regionaltypischer senkrechter Verbretterung im oberen Giebeldreieck, wurde im 17. Jahrhundert gebaut. Der eingeschossige Fachwerkanbau auf Keller mit hohem ziegelgedecktem Mansarddach an der Nordseite stammt aus der zweiten Hälfte des 18. Jahrhunderts. Die südliche Fassade wurde massiv ersetzt.
Das Landesdenkmalamt befand u. a.: „… Die Erhaltung der ehemaligen Marktsiedlung liegt aus geschichtlichen und städtebaulichen Gründen wegen des orts- und siedlungsgeschichtlichen sowie straßen-, platz- und ortsbildprägenden Zeugniswerts im öffentlichen Interesse. …“